# Azzan
Azzan (arapski: عزان), je drevni gradić na jugu Jemena, udaljen oko 125 km jugoistočno od glavnog pokrajinskog grada Ataqa, i oko 135 km od luke na Indijskom oceanu Mukalla. Azzan je uz obližnji Habban jedan od najpitoresknijih gradića u muhafazi Šabvi, s karakterističnim visokim kućama od pečene gline obojenih bijelim vapnom, okružen palminim drvećem. Leži na makadamskoj cesti koja povezuje gradove; Al Baida - Habban - Bir Ali – Mukalla. Nekoć je tom rutom išao i važni karavanski Put tamjana iz Omana za Sredozemlje, zbog tog je Azzan u prošlosti bio važna usputna postaja i trgovište nego što je danas, kad je izgubio to značenje. Klima je u Azzanu je suha pustinjska, s ekstremno visokim ljetnim temperaturama koje dosežu i blizu 50 stupnjeva.

## Povijest
Azzan je u prošlosti bio dio Vahidskog sultanata Balhaf (ponekad samo Vahidski sultanat) s glavnim gradom Habbanom, on je 1830. podijeljen u četiri sultanata, od kojih je jedan bio Azzan sa sjedištem sultana u Azzanu. Vahidski sultanat Azzan nije dugo trajao, naime kad je 1881. na čelo Vahidskog sultanata Balhaf, stupio sultan Abdallah Umar, on je iste godine 4. svibnja 1881. uspio ujediniti Vahidske sultanate Balhaf i Azzan, - time je Sultanat Azzan prestao postojati. 
Vahidski sultanat potpisao je neformalni sporazum o zaštiti s Britanijom 1888. i postao dio Protektorata Aden, sve do 1917. Bio je dio Zapadnog Adenskog protektorata od 1917. – 1937. a potom Istočnog Adenskog Protektorata (1937. – 1961.). 
Vahidski sultanat pripojio je manji Vahidski Vilajet Bir Ali 1961. te 1962. Vahidski Sultanat Haban.  

## Sultani Vahidskog sultanata Azzar
- Ali ben Ahmad al-Vahidi, oko 1830. – 1850.
- Muhsin ben Ali al-Vahidi, oko 1850. – 1870.
- Abd Allah ben Umar al-Vahidi, od oko 1870. – 1885.
- Abd Allah ibn Salih al-Vahidi, od 15. – 30. siječnja 1885. - do 4. svibnja 1885.